# 二番町 (千代田区)
二番町（にばんちょう）は、東京都千代田区の町名。「丁目」の設定のない単独町名である。住居表示未実施区域。「番町」地区の一つ。

## 概要
東京都千代田区の西部・麹町地域に位置する。また、一番町から六番町までで「番町」と一括りにされることがある。北部は四番町・六番町にそれぞれ接する。東部は一番町に接する。南部から西部は麹町に接する。主に商業地として利用されている。商業ビル・マンション等の高層建築物が多い。セブン&アイ・ホールディングスやその子会社のセブン-イレブン・ジャパンやイトーヨーカ堂の本社ビル（二番町ガーデンビル）が位置している。2004年に港区東新橋の汐留本社（日本テレビタワー）に移転するまで、日本テレビの本社はこの二番町にあった。このため、視聴者用郵便物の宛先は麹町郵便局（二番町の集配を担当）の私書箱となっていた。また2007年まで、大手製薬会社ツムラの本社ビルも所在していたが、土地建物を売却して港区赤坂に移転した。

## 歴史
現在の二番町は、もと「下二番町」とされた町域を1938年8月1日の区画整理によって町名変更したもの。

## 世帯数と人口
2025年（令和7年）3月1日現在（千代田区発表）の世帯数と人口は以下の通りである。
- 世帯数 : 784世帯
- 人口 : 1,625人

### 人口の変遷
国勢調査による人口の推移。
| 年                 | 人口  |
| ------------------ | ----- |
| 1995年（平成7年）  | 734   |
| 2000年（平成12年） | 888   |
| 2005年（平成17年） | 1,071 |
| 2010年（平成22年） | 1,412 |
| 2015年（平成27年） | 1,647 |
| 2020年（令和2年）  | 1,701 |

### 世帯数の変遷
国勢調査による世帯数の推移。
| 年                 | 世帯数 |
| ------------------ | ------ |
| 1995年（平成7年）  | 267    |
| 2000年（平成12年） | 371    |
| 2005年（平成17年） | 485    |
| 2010年（平成22年） | 648    |
| 2015年（平成27年） | 790    |
| 2020年（令和2年）  | 770    |

## 学区
区立小・中学校に通う場合、学区は以下の通りとなる（2017年8月現在）。なお、千代田区の中学校では学校選択制度を導入しており、区内全域から選択することが可能。
| 番地                                        | 小学校               | 中学校                                        |
| ------------------------------------------- | -------------------- | --------------------------------------------- |
| 1番地、3番地 5番地、9番地 11番地            | 千代田区立麹町小学校 | 千代田区立麹町中学校 千代田区立神田一橋中学校 |
| 2番地、4番地 6〜8番地 10番地、12番地 14番地 | 千代田区立番町小学校 | 千代田区立麹町中学校 千代田区立神田一橋中学校 |

## 事業所
2021年（令和3年）現在の経済センサス調査による事業所数と従業員数は以下の通りである。
- 事業所数 : 361事業所
- 従業員数 : 18,763人

### 事業者数の変遷
経済センサスによる事業所数の推移。
| 年                 | 事業者数 |
| ------------------ | -------- |
| 2016年（平成28年） | 323      |
| 2021年（令和3年）  | 361      |

### 従業員数の変遷
経済センサスによる従業員数の推移。
| 年                 | 従業員数 |
| ------------------ | -------- |
| 2016年（平成28年） | 23,381   |
| 2021年（令和3年）  | 18,763   |

## 交通
町域の中央を南北に日本テレビ通りが通っている。また、東西に番町通りが通っている。南部では新宿通り（麹町大通り）が近くになる。
鉄道駅は、地内に地下鉄有楽町線・麹町駅がある。また西部では四ツ谷駅も近く、こちらも多く利用される。

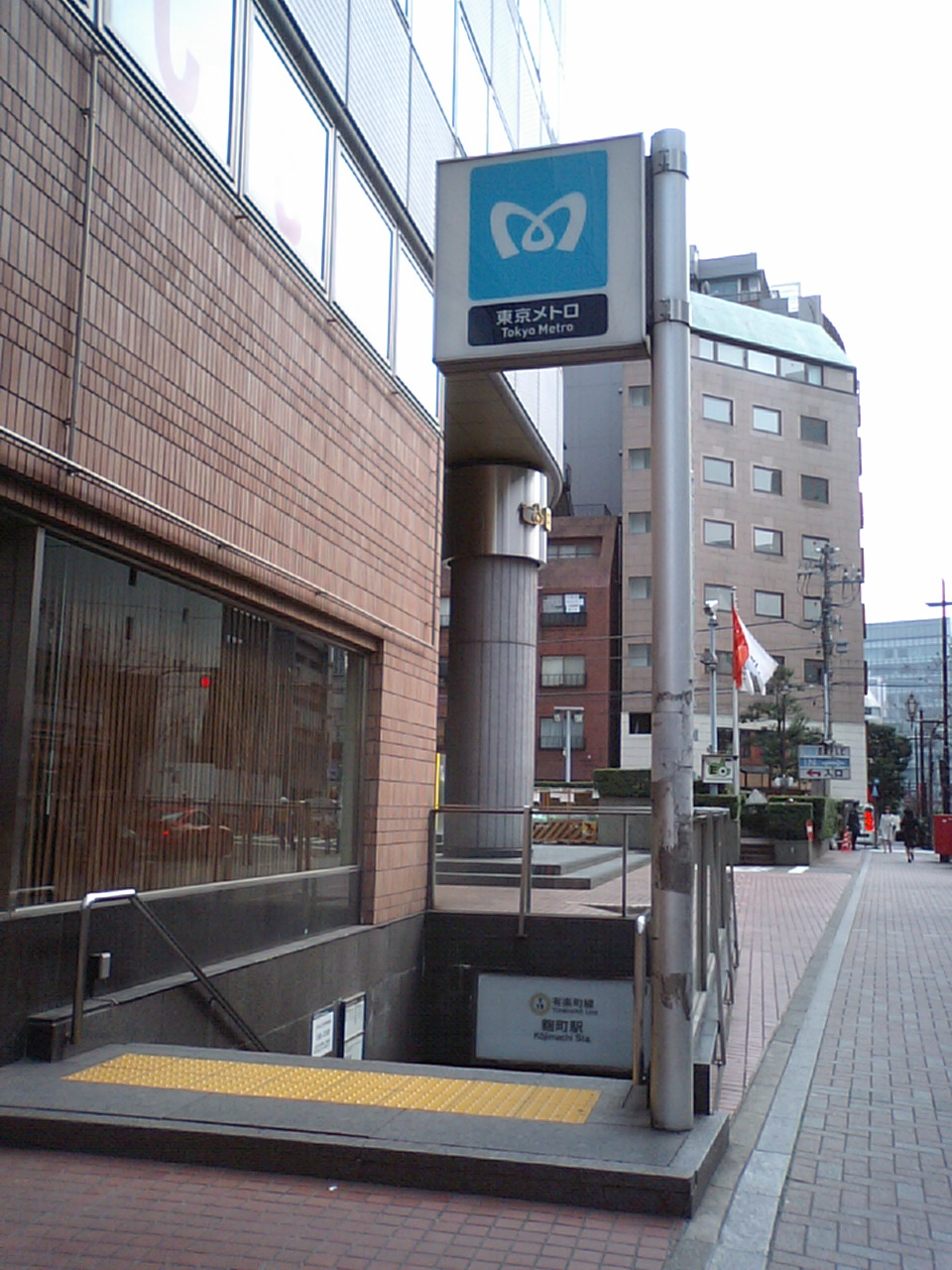
麹町駅出入口

## 施設
- 日本テレビ 番町スタジオ（かつての日本テレビの本社所在地）
- 表千家東京出張所「不審庵」
- セブン&アイ・ホールディングス - 本社（二番町ガーデン内）。セブン-イレブン・ジャパンやイトーヨーカ堂の本社も同地に所在。
- 国際協力機構(JICA)本部（二番町センタービル内）
- 駐日ベルギー大使館
- 駐日イスラエル大使館
- 東京地学協会地学会館
- 東京グリーンパレス（全国市町村職員共済組合連合会福祉施設）

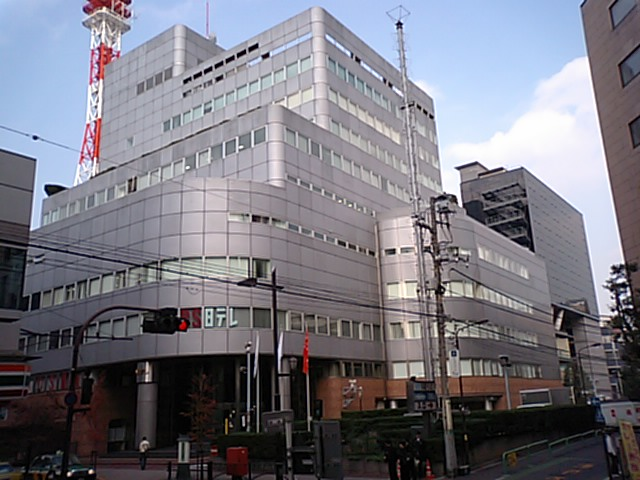
旧日本テレビ麹町分室

- エデュカス東京
  - 全日本教職員組合本部など

## ゆかりのある人物
- 荒尾之茂（旧鳥取藩国老、男爵） - 住所が二番町[15]。

## その他

### 日本郵便
- 郵便番号 : 102-0084[3]（集配局 : 麹町郵便局[16]）。